# Nicky van Leuveren
Nicky van Leuveren (Ámsterdam, 20 de mayo de 1990) es una deportista neerlandesa que compite en atletismo, en la modalidad de carrera de velocidad. En los 200 metros y 400 metros, ha ganado un total de seis títulos nacionales en categoría absoluta. Desde 2016, ha logrado la mejor actuación neerlandesa de la historia en los 300 metros no convencionales y, desde entonces, es una de las plusmarquistas neerlandesas en el relevo 4 × 400 metros.

## Trayectoria

### Trayectoria juvenil
Van Leuveren, miembro del club de atletismo Phanos de Ámsterdam, ganó su primer título nacional en 2005, a los quince años. Se proclamó campeona neerlandesa de b-girls en los 200 m. Dos años más tarde, debutó en un campeonato internacional: como miembro del equipo de relevo 4 × 100 metros, compitió en el Campeonato Europeo Juvenil en Hengelo. El cuarteto neerlandés, tras clasificarse para la final en las eliminatorias con un tiempo de 45,98 s, fue descalificado en esa final debido a un relevo defectuoso. En 2008, volvió a competir en el Campeonato Mundial Sub-20 en Bydgoszcz, pero como reserva del equipo de relevos de 4 × 100 metros, no compitió. Ese año, también ganó su primera medalla en un torneo sénior: en el Campeonato Neerlandés en Pista Cubierta en Gante, terminó segunda en los 400 metros. Tenía diecisiete años en ese momento.

### 2010-2015
Desde 2010, van Leuveren ha sido una figura fija en el podio de los campeonatos neerlandeses. Siempre ha estado en el bando ganador, y desde 2011, siempre ha ganado una medalla de oro. Inicialmente, solo compitió en los 400 metros, pero desde 2015, también ha tenido un buen desempeño en los 200 metros a nivel sénior, ganando su primer título en esta prueba en 2016.
En 2013, formó parte del equipo neerlandés enviado al Campeonato Mundial en Moscú, al igual que cinco años antes en Bydgoszcz como reserva para el relevo 4 × 100 metros, pero nuevamente no compitió. Esta vez, sin embargo, la causa fue diferente. A su llegada a Moscú, Van Leuveren resultó no estar lo suficientemente en forma para la competición, por lo que se decidió retirarla y permitirle regresar a casa para continuar su recuperación. Un año después, sin embargo, sí estuvo en forma para la competición cuando compitió en los 400 m durante el Campeonato Mundial en Pista Cubierta en Sopot, pero allí no pasó de su serie con 53.34 s.

### 2016
Después de su  título en pista cubierta en los 200 metros en 2016, van Leuveren comenzó la temporada al aire libre con gran éxito al completar los inusuales 300 metros en 36.24 s durante las competiciones Ter Specke Bokaal en Lisse, el clásico anual de apertura de la temporada de pista neerlandesa. En ese momento, el tiempo más rápido jamás logrado por un atleta neerlandés fue 36.24 s. El mejor tiempo anterior lo tenía Ester Goossens desde finales de la década de 1990. Van Leuveren ganó el Ter Specke Bokaal con este, el premio honorífico a la mejor actuación del torneo para mujeres. Fue su segunda vez consecutiva, ya que también había ganado este premio de rendimiento en 2015, después de ganar tanto los 150 m como los 300 m. Durante las competiciones Golden Spike, ganó los 400 metros en 52.06 s, lo que la clasificó para el Campeonato Europeo en Ámsterdam. Allí, llegó a la final con un tiempo de serie de 52.02 s, terminando octava en 52.76 s. Luego compitió en el relevo 4 × 400 metros en Ámsterdam. En este evento, ella y sus compañeras de equipo Lisanne de Witte, Laura de Witte y Eva Hovenkamp lograron un tiempo de serie de 3:29.18 min, un récord nacional. En la final, el mismo equipo corrió solo un poco más lento, terminando séptimo en 3:29.23 min. Esto clasificó al equipo para los Juegos Olímpicos de Río de Janeiro 2016. Aunque Madiea Ghafoor, Lisanne de Witte, Nicky van Leuveren y Laura de Witte fueron eliminadas en la ciudad brasileña, su tiempo final de 3:26.98 min mejoró significativamente el récord nacional establecido en Ámsterdam.